# Первомайский (Новомамангинское сельское поселение)
Первомайский — опустевший поселок Ковылкинского района Республики Мордовия в составе Новомамангинского сельского поселения. 

## География
Находится на расстоянии примерно 19 километров по прямой на север от районного центра города Ковылкино.

## Население
Постоянное население составляло 7 человек (русские 71%, мордва 29%) в 2002 году, 0 в 2010 году .